# Mesogastrura libyca
Mesogastrura libyca är en urinsektsart som först beskrevs av Caroli 1914.  Mesogastrura libyca ingår i släktet Mesogastrura och familjen Hypogastruridae. Arten är reproducerande i Sverige. Inga underarter finns listade i Catalogue of Life.